# Spirembolus
Spirembolus är ett släkte av spindlar. Spirembolus ingår i familjen täckvävarspindlar.

## Dottertaxa tillSpirembolus, i alfabetisk ordning[1]
- Spirembolus abnormis
- Spirembolus approximatus
- Spirembolus bilobatus
- Spirembolus cheronus
- Spirembolus chilkatensis
- Spirembolus demonologicus
- Spirembolus dispar
- Spirembolus elevatus
- Spirembolus erratus
- Spirembolus falcatus
- Spirembolus fasciatus
- Spirembolus fuscus
- Spirembolus hibernus
- Spirembolus humilis
- Spirembolus latebricola
- Spirembolus levis
- Spirembolus maderus
- Spirembolus mendax
- Spirembolus mirus
- Spirembolus monicus
- Spirembolus monticolens
- Spirembolus montivagus
- Spirembolus mundus
- Spirembolus novellus
- Spirembolus oreinoides
- Spirembolus pachygnathus
- Spirembolus pallidus
- Spirembolus perjucundus
- Spirembolus phylax
- Spirembolus praelongus
- Spirembolus prominens
- Spirembolus proximus
- Spirembolus pusillus
- Spirembolus redondo
- Spirembolus spirotubus
- Spirembolus synopticus
- Spirembolus tiogensis
- Spirembolus tortuosus
- Spirembolus vallicolens
- Spirembolus venustus
- Spirembolus whitneyanus